# أمير عبد الله خان نيازي
أمير عبد الله خان نيازي (بالإنجليزية: Amir Abdullah Khan Niazi) (و. 1915 – 2004 م) هو عسكري محترف من باكستان . ولد في لاهور .
توفي في لاهور .

## جوائز
حصل على جوائز منها الصليب العسكري.